# 2 złote wzór 1958
2 złote wzór 1958 – moneta dwuzłotowa, wprowadzona do obiegu 1 października 1958 r. zarządzeniem z 19 września 1958 r. (M.P. z 1958 r. nr 73, poz. 425), wycofana z dniem denominacji z 1 stycznia 1995 roku, rozporządzeniem prezesa Narodowego Banku Polskiego z dnia 18 listopada 1994 (M.P. z 1994 r. nr 61, poz. 541).
Dwuzłotówkę wzór 1958 bito do 1974 roku.

## Awers
W centralnym punkcie umieszczono godło – orła bez korony, poniżej rok bicia, dookoła napis „POLSKA RZECZPOSPOLITA LUDOWA”, a od 1970 pod łapą orła dodano znak mennicy w Warszawie.

## Rewers
Na tej stronie monety znajduje się napis „2 ZŁOTE” na tle dwóch stylizowanych snopów zbóż i wiązanki jabłek, a z lewej strony na dole monogram W.J., od pierwszych liter imienia i nazwiska projektanta – Wojciecha Jastrzębowskiego.

## Nakład
Monetę bito w Mennicy Państwowej w Warszawie na krążku o średnicy 27 mm, masie 2,7 grama, z rantem ząbkowanym, według projektu Wojciecha Jastrzębowskiego. Nakłady monety w poszczególnych latach przedstawiały się następująco:
| Lp. | Rocznik | Znak mennicy | Nakład (sztuk) | Uwagi                                                       |
| --- | ------- | ------------ | -------------- | ----------------------------------------------------------- |
| 1   | 1958    | brak         | 82 640 000     |                                                             |
| 2   | 1959    | brak         | 7 170 013      |                                                             |
| 3   | 1960    | brak         | 36 131 419     |                                                             |
| 4   | 1970    | MW           | 2 014 000      | znane są odmiany z cyfrą 7 roku zaostrzoną albo zaokrągloną |
| 5   | 1971    | MW           | 3 000 000      |                                                             |
| 6   | 1972    | MW           | 3 000 000      |                                                             |
| 7   | 1973    | MW           | 10 000 000     |                                                             |
| 8   | 1974    | MW           | 46 000 000     |                                                             |

## Opis
W akcie normatywnym wprowadzającym dwuzłotówkę do obiegu (M.P. z 1958 r. nr 73, poz. 425) jako stop metalu, z którego miała być bita, wymieniono alupolon. Jednak już kilka miesięcy później, w zarządzeniu Ministra Finansów z dnia 1 grudnia 1958 r. (M.P. z 1958 r. nr 95, poz. 518) wprowadzającym do obiegu pięciozłotówkę wzór 1958, przy okazji, w §1 punkt 2), zmieniono określenie stopu metalu wykorzystywanego do bicia dwuzłotówek wzór 1958 z „alupolonu” na „AlMg2Mn cecha PA2 PN-56/H-88026”. Obydwa określenia z aktów prawnych dotyczą stopu aluminium a nie czystego metalu. W katalogach popularnych, jako materiał wykorzystany do bicia, konsekwentnie na przestrzeni lat wymieniane jest aluminium.
Dwuzłotówka została wprowadzona do obiegu w celu wycofania banknotu o tym samym nominale, będącego w obiegu od dnia reformy walutowej z 1950 r.
Moneta została zastąpiona dwuzłotówką wzór 1975, ze względu na zmianę parametrów monet obiegowych z pierwszej połowy lat 70. XX w.
Do dnia denominacji z 1 stycznia 1995  moneta krążyła w obiegu razem z dwuzłotówkami:
- bitymi w mosiądzu na krążkach o średnicy 21 mm – wzór 1975 oraz 1986, od roku 1975 i 1986, odpowiednio – jak również
- wykonaną w aluminium wzór 1989, o średnicy 18 mm, od 28 grudnia 1988 r[10].

W pierwszej połowie XXI w. moneta, ze względu na rysunek rewersu, nazywana jest czasami przez kolekcjonerów „2 złote Jagody”.
W pierwszym dziesięcioleciu XXI w. Mennica Polska wprowadziła do sprzedaży na rynku kolekcjonerskim repliki konkurencyjnych projektów dwuzłotówki z roku 1958, „Kogutki” i „Łoś”, które nie mają jednak swoich odpowiedników w serii monet próbnych niklowych. W tym samym czasie mennica rozpoczęła dystrybucję kilku replik monety 2 złote wzór 1958, wybitych w różnych metalach.

## Wersje próbne
Istnieją wersje tej monety należące do serii próbnych w mosiądzu (rok 1958) i niklu (rok 1959) z wypukłym napisem „PRÓBA”, wybite w nakładzie 100 i 500 sztuk odpowiednio.